# Jacquerie paysanne roumaine de 1907
La jacquerie paysanne roumaine de 1907 est un mouvement social qui a eu lieu en Roumanie de février à avril 1907. Cette révolte de la faim intervient moins de deux ans après les évènements révolutionnaires de la Moldavie russe voisine, en lien avec la révolution russe de 1905. Les paysans roumains insurgés ont été réprimés par les cosaques russes en Moldavie orientale en 1905 et 1906, et par l'armée roumaine en Moldavie occidentale et en Valachie en 1907.

## Causes
Les paysans roumains avaient été libérés du servage en 1746 à 1749 par le hospodar Constantin Mavrocordato tant en Moldavie qu'en Valachie, mais n'avaient pas tous été émancipés pour autant : sur les grands domaines aristocratiques gérés par des « arendaches » qui affermaient leurs terres, les habitants étaient devenus des ouvriers agricoles pauvres et ne recevaient en échange de leur travail qu'une modeste part des biens qu'ils produisaient, juste de quoi survivre. D'ailleurs, des jacqueries plus limitées et facilement circonscrites par les gendarmes locaux s'étaient déjà produites en 1888, 1889 et 1900 (années de sécheresse),.
Les causes de la jacquerie de 1907 sont multiples et discutées, mais les principales sont les mauvaises récoltes des années précédentes et la spéculation du prix des grains par les « arendaches » auxquels les boyards et princes vivant à l'étranger laissaient la gestion de leurs domaines, attendant seulement des « arendaches » qu'ils envoient à Paris, Nice ou Londres les rentes les plus élevées possibles.
Plus marginalement, la diffusion des idéaux égalitaires et socialistes parmi les paysans a pu jouer un rôle, mais pas le « rôle moteur », comme l'a affirmé et enseigné durant 45 ans l'historiographie communiste, la plupart des paysans étaant encore illettrés et n'ayant guère le loisir de s'approprier des idées politiques.

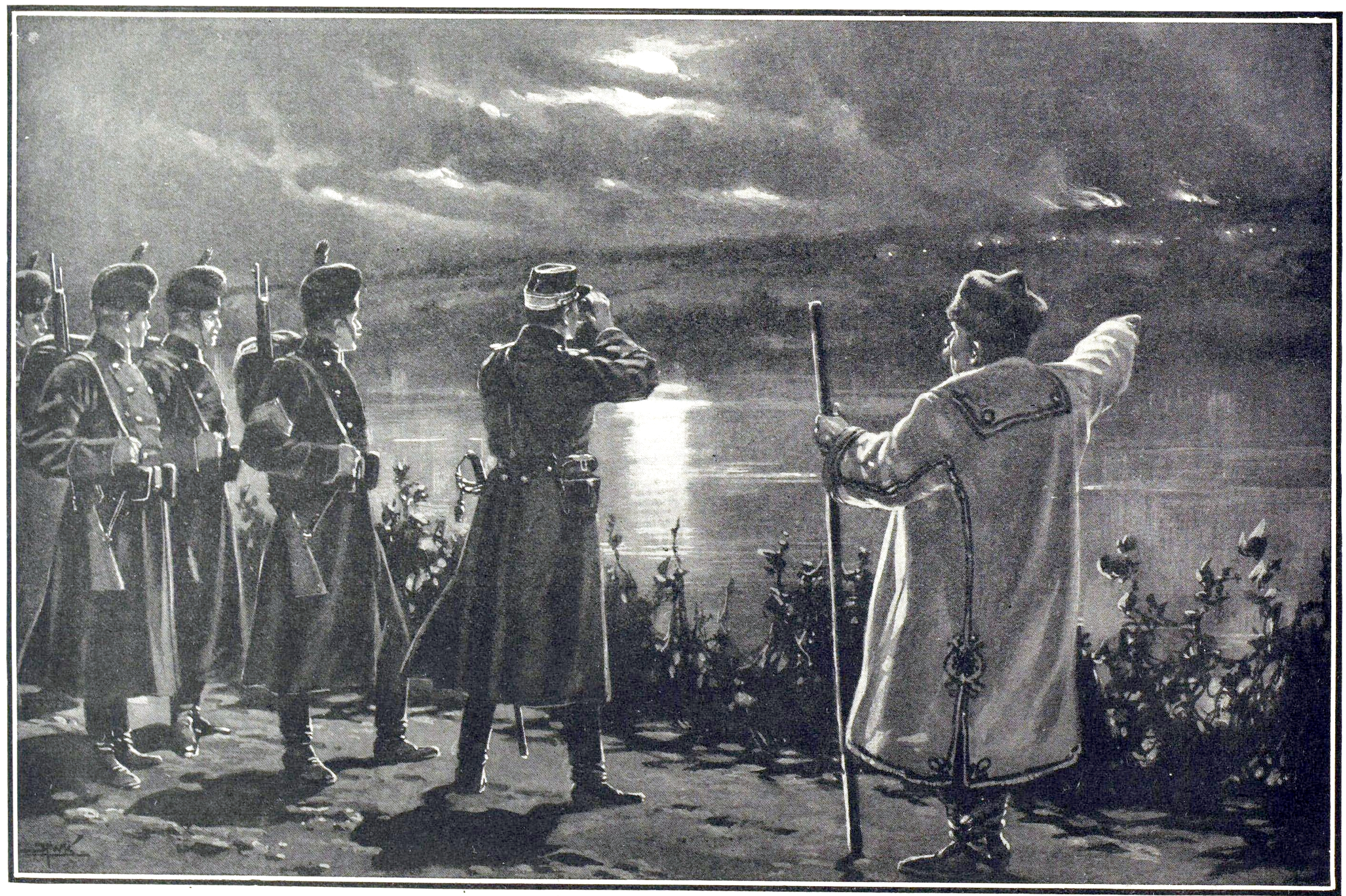
Les feux de la révolution : en 1905, des garde-frontières roumains observant les villages moldaves auxquels les cosaques ont mis le feu sur l'autre rive du Prut en Moldavie russe

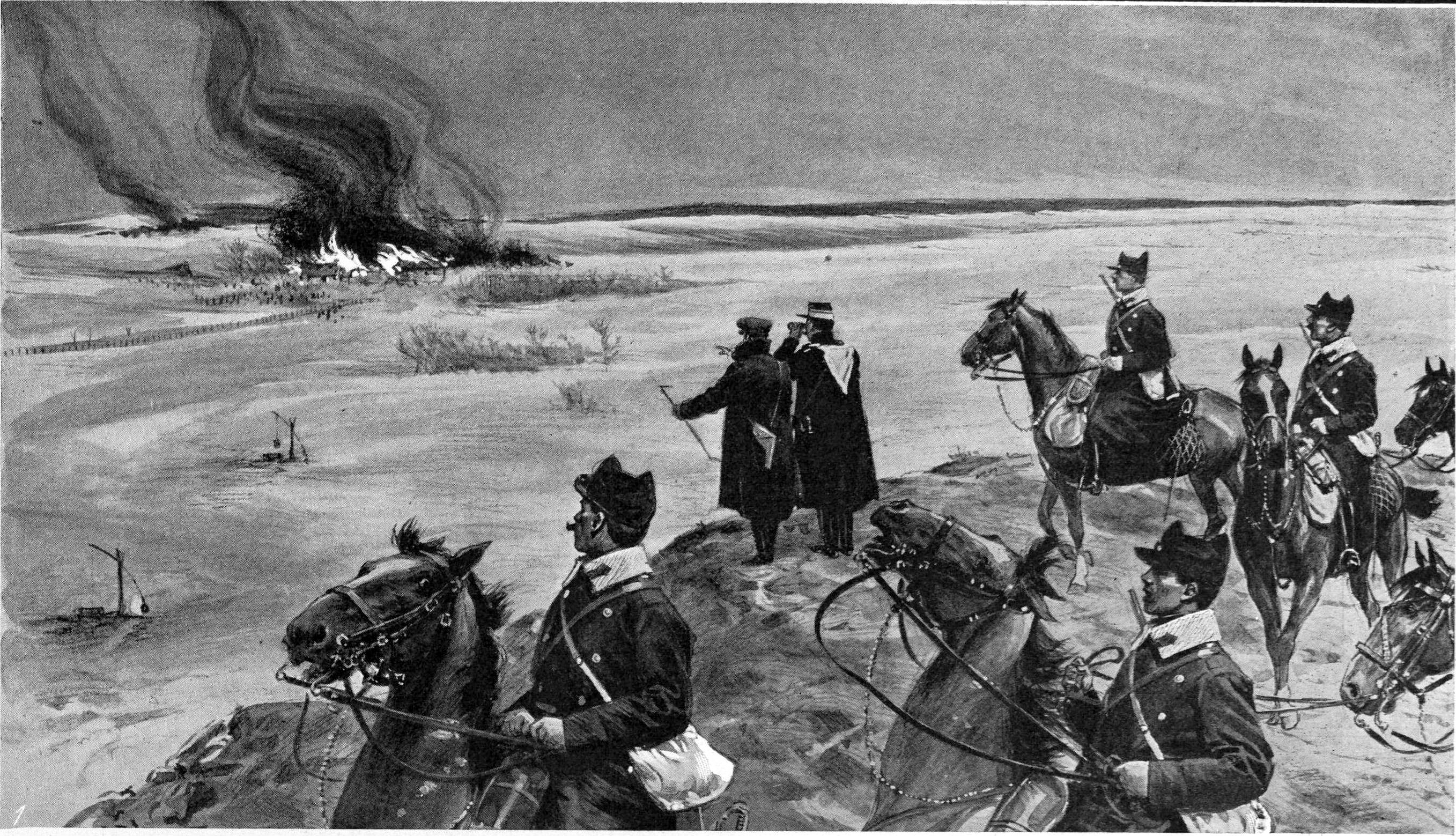
Une patrouille de l'armée observe un domaine agricole incendié par les paysans affamés dans le județ de Buzău.

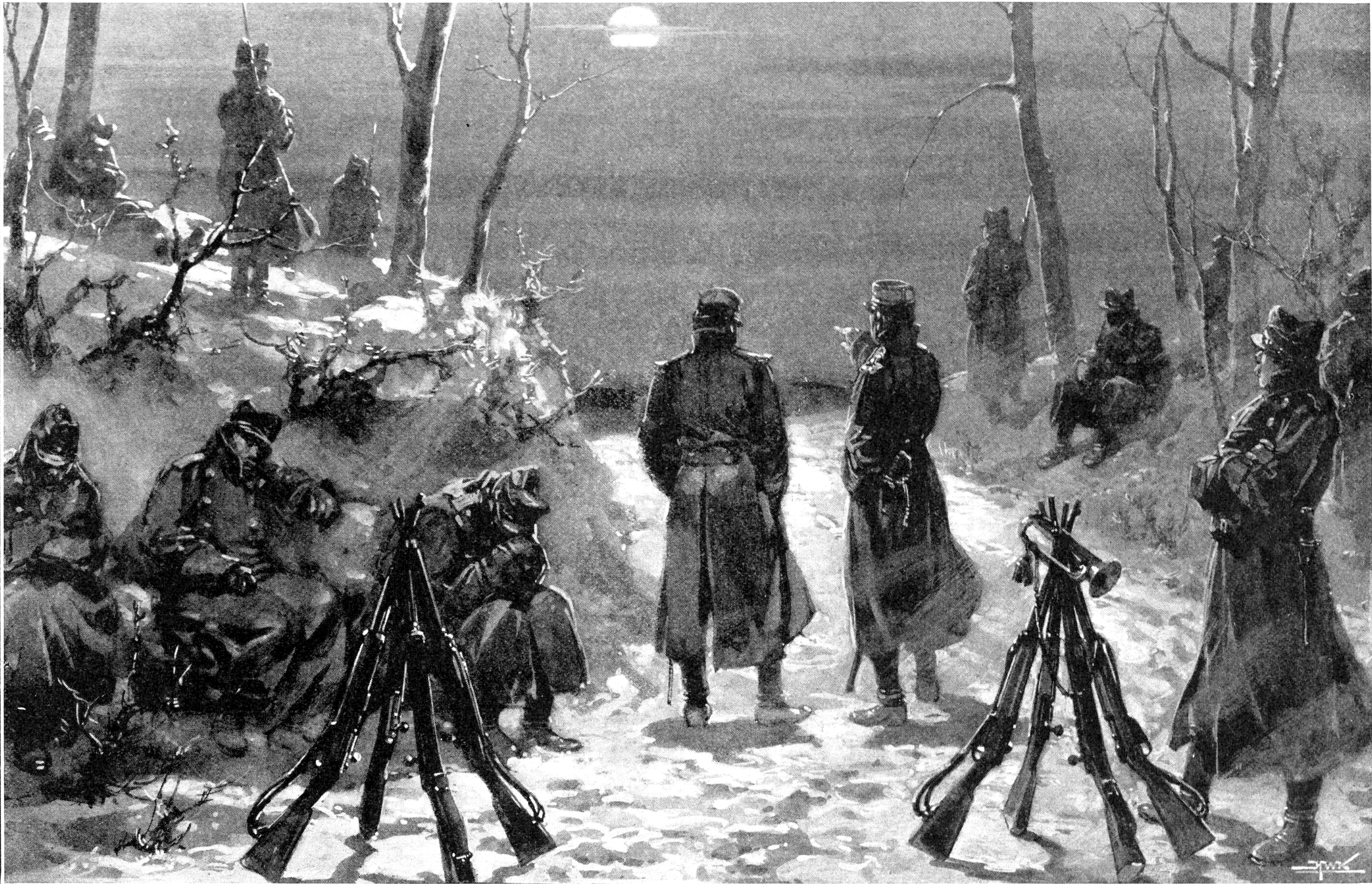
Piquet d'avertissement de l'armée proche des entrepôts du port de Brăila.

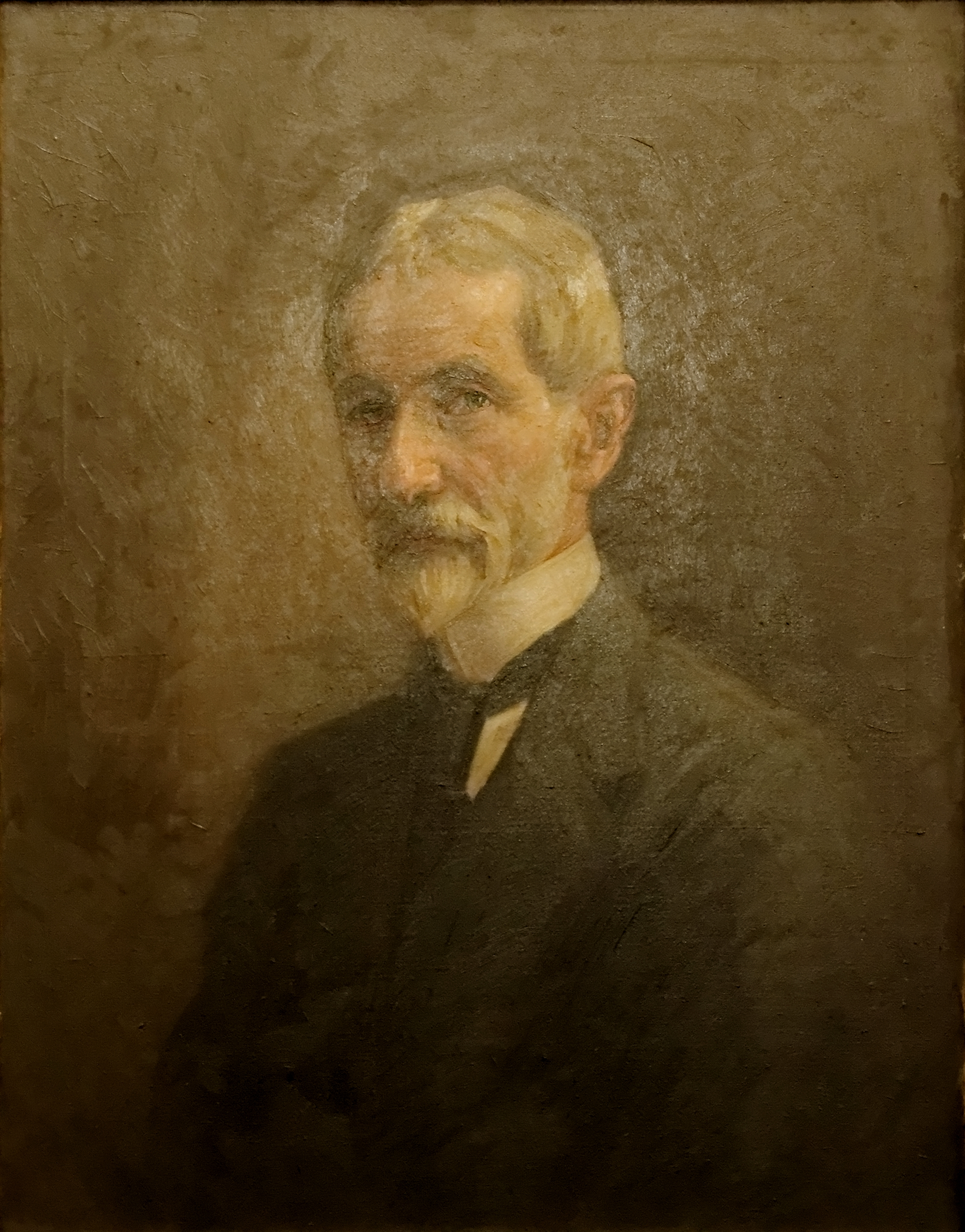
Le général Alexandru Averescu qui réprima les insurgés.

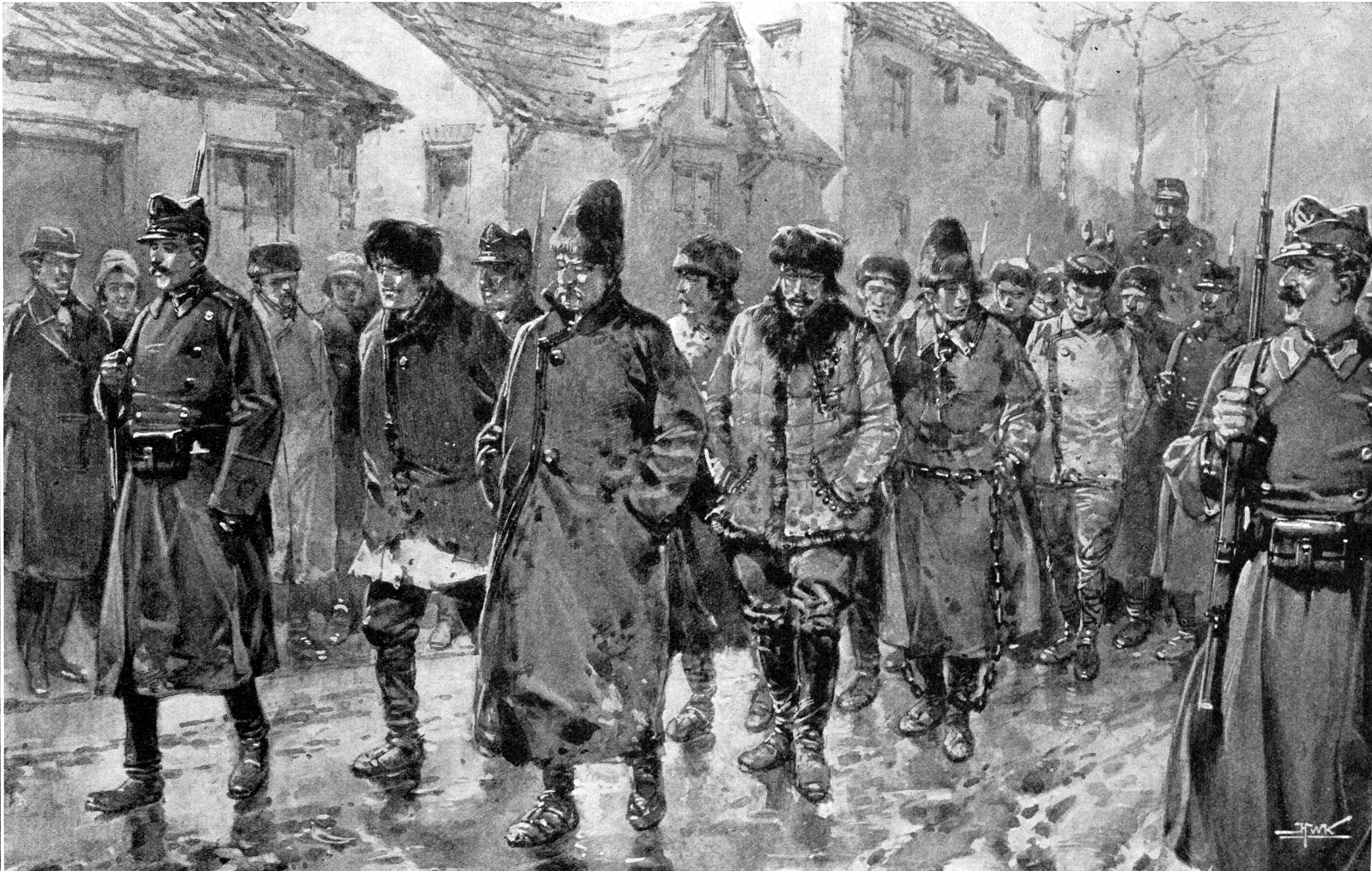
L'armée escorte les paysans arrêtés vers la prison de Piatra Neamț.

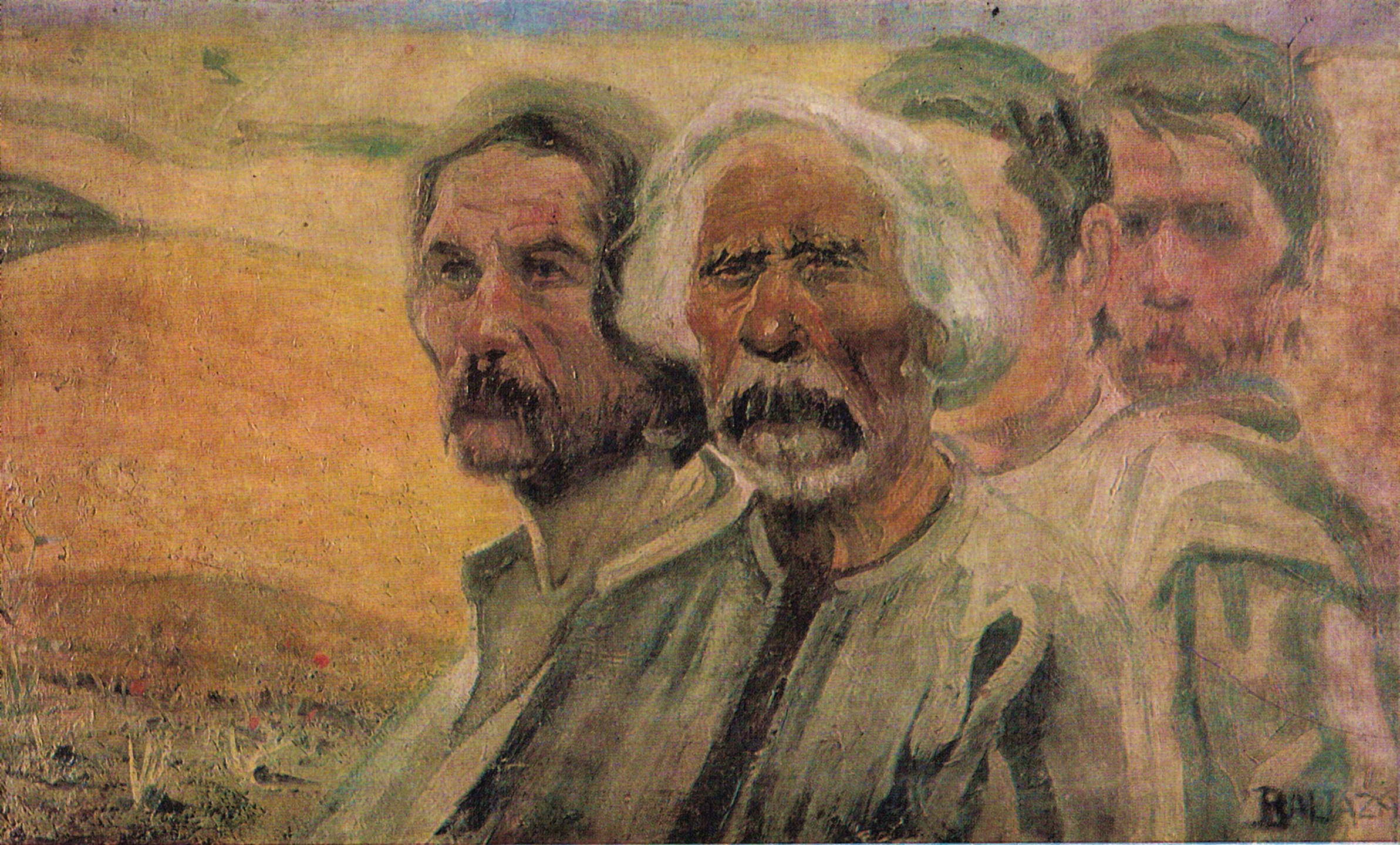
Paysans révoltés, par Apcar Baltazar.

## Déroulement
La jacquerie débute le 21 février 1907 dans le village, ultérieurement qualifié de « bien-nommé », de Flămânzi («affamés» en roumain), dans le județ de Botoșani, dans le nord de la Moldavie. Durant le mois de mars, l'insurrection s'étend à tout le pays : des manoirs de boyards, des bureaux et des postes de gendarmerie sont incendiés, des entrepôts sont pillés, et des dockers des ports de Brăila, Constanța, Galați, Giurgiu, Oltenița et Zimnicea se joignent au mouvement ; des combats ont lieu autour des gares de triage et des quais des grains, partout où transitent les céréales destinées à l'exportation.
Le 18 mars, les gendarmeries locales sont débordées et, les insurgés marchant sur la capitale Bucarest, l'état d'urgence est proclamé : l'armée, commandée par le général Alexandru Averescu, ministre de la guerre, est mobilisée ; l'artillerie est utilisée contre les rebelles.
Le 24 mars, le gouvernement conservateur démissionne, et le libéral Dimitrie Sturdza devient premier ministre. À la mi-avril, tous les ports, gares et entrepôts sont revenus sous le contrôle du gouvernement, et plus de 2 000 insurgés sont arrêtés.

## Conséquences
À l'issue de la répression, on dénombrera entre 421 (selon les sources officielles de l'époque) et 11 000 victimes (selon l'historiographie communiste), dont quelques dizaines d'affermeurs et d'usuriers, ainsi que des millions de lei de dégâts matériels,,.
Les principales conséquences institutionnelles sont l'adoption par le Parlement de plusieurs lois visant à améliorer la condition paysanne, dont l'une rend obligatoires les contrats agricoles, interdit le cumul des « arendes » (affermages) et l'usure auprès des paysans et crée une banque d'État : le „Crédit rural”.
Sur le plan social, une conséquence de la jacquerie est l'« électrochoc » éprouvé par les princes et des boyards vivant en Occident, qui réalisent que le système dont ils tirent leur opulence pose un problème et devra être réformé.

## La jacquerie de 1907 dans la culture
Sur le plan culturel, la violence de l'insurrection ébranle, en Roumanie même, le mythe bucolique du « paysan paisible », docile voire servile, soi-disant « fondement de la nation », et à l'étranger, la dégradation (déjà) de l'image du pays, tant en raison des violences des paysans, que de celles de l'armée contre eux.
En peinture, la perception du monde rural évolue. De l'idéalisme romantique et pastoral d'un Nicolae Grigorescu (décédé précisément en 1907), elle devient sombre et dramatique (avec, par exemple, Octav Băncilă, Ștefan Luchian, Ștefan Dimitrescu, Camil Ressu, Ion Theodorescu Sion (ro), Francisc Șirato ou Apcar Baltazar).
En 1932, l'écrivain Liviu Rebreanu publie son poignant récit Răscoala (« La Révolte »).
Dans Ciulinii Bărăganului (« Les Chardons du Bărăgan »), paru en 1928, l'écrivain roumain d'expression française Panaït Istrati (1884-1935) évoque la jacquerie au-travers de l'aventure de deux adolescents dans la steppe du Bărăgan. À l'époque communiste (1945-1989), ce récit sera instrumentalisé par la propagande, mais en France sous l'égide d'Henri Barbusse en 1928, la traduction française est déjà dédiée : « Au peuple de Roumanie, à ses onze mille assassinés par le gouvernement, aux trois villages de Stănilești, Băilești et Hodivoia, rasés à coups de canon, crimes perpétrés en mars 1907 et restés impunis ». Ces chiffres seront révisés à la baisse par les historiens après la chute de la dictature en 1989,.
Les propagandes socialistes et nationalistes s'emparent de la thématique du « paysan exploité » pour argumenter leurs plaidoyers pour le prolétariat (comme Ion Luca Caragiale, Octav Băncilă, Constantin Dobrogeanu-Gherea, Constantin Mille (ro) et Christian Rakovski) ou pour verser dans la xénophobie et l'antisémitisme (comme Alexandru Dimitrie Xenopol, Ioan Slavici et Ion Dobre sous prétexte que beaucoup d'« arendaches » étaient levantins, arméniens, phanariotes ou juifs).

## Exégèse
Il existe trois interprétations de cette jacquerie :
- l'approche communiste en fait une « révolution prolétarienne contre l'ordre aristocratique de la monarchie roumaine »[17], thèse adoptée dans le film Les Chardons du Baragan de Gheorghe Vitanidis et Louis Daquin (1958) produit par la République populaire roumaine, où l'on voit des aristocrates roumains s'amusant à tirer sur les insurgés comme à la chasse ;
- l'approche nationaliste, selon que le nationalisme est roumain ou autre, en fait soit un « sursaut de la nation roumaine surexploitée contre ses parasites » ou le « pogrom d'un peuple intrinsèquement primitif, fruste, intolérant, xénophobe et meurtrier contre les minorités du pays »[18],[19] ;
- l'approche environnementaliste et sociologique en fait une révolte motivée principalement par la sécheresse, la disette et la désespérance, les idées, socialistes ou nationalistes ne touchent alors qu'une faible minorité de paysans : la minorité lettrée. L'étude des documents d'époque depuis 1989, lorsque la recherche historique devient libre, montre que des paysans affamés ont tué quelques « arendaches » (arendași) et usuriers (cǎmǎtari) surpris en leurs bureaux sans se soucier de leurs origines ou religions, qui étaient diverses, parfois juives en Moldavie, surtout dans le nord[20], mais pas en Valachie. Par ailleurs, la révolte n'a entraîné qu'un sixième des paysans, tous les villages n'étant pas pauvres. D'une part, tous n'appartenaient pas à des domaines aristocratiques et n'avaient pas affaire aux « arendaches », et d'autre part, depuis la réforme agraire de 1864, voulue par Alexandre Jean Cuza, ceux ayant appartenu aux monastères (dont les domaines étaient immenses) avaient été émancipés. Leurs habitants possédaient leur terre un commun, vivaient en autarcie et ne payaient que de faibles taxes à l'État[1],[21]. L'insurrection a d'ailleurs mobilisé des paysans mais aussi des dockers des ports danubiens ou maritimes, par où les grains étaient exportés. La Roumanie était alors une importante exportatrice de céréales et une grande source de devises pour l'état et surtout pour la minorité dominante des grands propriétaires, des « arendaches », des affréteurs et des armateurs[22].